# Dinko Sule
Dinko Sule (Grohote kod Šolte, 18. prosinca 1953.), hrvatski je pjesnik i slikar naivne umjetnosti.

## Životopis
Rođen na Šolti 1953., gdje završava osnovnu školu, a u Kaštel Sućurcu završava srednju školu za kemijskog tehničara. Od 1984. godine počinje pisati pjesme koje su mu objavljivane u lokalnim novinama. Slikanjem se počinje baviti od 1987. te je član Hrvatskog društva naivnih umjetnika.

## Vanjske poveznice
Kratka biografija